# Río Side
Río Side är ett vattendrag i Chile.   Det ligger i regionen Región de Magallanes y de la Antártica Chilena, i den södra delen av landet, 2 100 km söder om huvudstaden Santiago de Chile.
Trakten runt Río Side består i huvudsak av gräsmarker. Trakten runt Río Side är nära nog obefolkad, med mindre än två invånare per kvadratkilometer.